# هفت روز در ماه مه
هفت روز در ماه مه (به انگلیسی: Seven Days in May) فیلمی سیاسی محصول ۱۹۶۴ آمریکا به کارگردانی جان فرانکن‌هایمر است و ستارگانی مانند برت لنکستر، کرک داگلاس، فردریک مارچ و اوا گاردنر در آن هنرنمایی کرده‌اند. فیلمنامه فیلم توسط راد سرلینگ بر اساس کتابی به همین نام نوشته فلچر نبل و چارلز دبلیو بیلی نوشته شده‌است.

## داستان فیلم
یک ارتشبد ایالات متحده از موقعیت کنونی اش قصد دارد سوء استفاده کند و با جمع کردن افسران وفادار به خود طرح کودتایی را پی ریزی می‌کند سرهنگی که مسوول هماهنگ‌کننده دفتر ژنرال است پی به نقشه وی می‌برد و طرح کودتا کشف می‌شود. داستان فیلم در دوران جنگ سرد است و ترس از کمونیسم در پس زمینه آن قرار دارد.